# James Dean Bradfield
James Dean Bradfield (sinh ngày 21 tháng 2 năm 1969) là một ca sĩ kiêm nhạc sĩ, nhạc công và nhà sản xuất nhạc người Wales. Anh nổi tiếng nhờ vai trò guitar chính và hát chính cho ban nhạc alternative rock người Wales Manic Street Preachers.

## Tiểu sử

### Những năm đầu đời
Sinh ra tại Tredegar, Monmouthshire, Bradfield theo học tại trường phổ thông hỗn hợp Oakdale ở địa phương, nơi anh chịu đựng sự ác nghiệt và bị bắt nạt trong nhiều năm (anh tự tuyên bố mình là "cậu mọt sách nhỏ kiểu Woody Allen") vì tên của mình (Crossfire), chứng mắt lười, sở thích âm nhạc và thân hình nhỏ con. James đã hình thành mối quan hệ thân thiết với ba người bạn: người em họ Sean Moore (người sống với James và gia đình anh trong suốt thời thơ ấu sau khi cha mẹ của Sean ly dị) và các thành viên ban nhạc tương lai là Nicky Wire và Richey Edwards.
Bradfield thích chạy bộ và là người chuyên cưỡi ngựa đua vượt rào, đồng thời sớm hâm mộ ban nhạc punk rock The Clash, dù cho tình yêu nhạc đầu tiên của anh là dành cho ELO. Anh đã từ bỏ giấc mơ muốn "giống như Napoleon" và quyết định rằng anh muốn trở thành một ngôi sao nhạc rock. James học chơi guitar bằng cách học chơi album Appetite for Destruction của Guns N' Roses với những bức màn được treo trong phòng tiếp khách của cha mẹ anh.

### Đời tư
James hiện đang sống tại Llandaff Cardiff. Mặc dù từng nói rằng, "Tôi luôn chán việc bầu bạn với phụ nữ rất nhanh", anh đã kết hôn với nhà quan hệ công chúng của ban nhạc Mylène Halsall tại Florence, Ý vào ngày 11 tháng 7 năm 2004. Cặp đôi có hai con. Anh là người hâm mộ của hai câu lạc bộ bóng đá Cardiff Blues và Nottingham Forest. Năm 2015, Bradfield và đồng nghiệp trong ban nhạc là Sean Moore đã đến Patagonia nhằm hỗ trợ tổ chức từ thiện Velindre.

## Nhạc cụ

### Guitar
| - Gibson Les Paul Custom - Gibson Les Paul Junior - Gibson Flying V - Gibson ES-330 - Gibson ES-335 - Gibson Explorer - Gibson J-45 | - Fender Telecaster - Fender Thinline Telecaster - Fender Jazzmaster - Fender Stratocaster - Fender Starcaster | - Gretsch 6120 Chet Atkins model - Gretsch White Falcon - Guild Black Star - Burns 12 string model - Rickenbacker 330 - Rickenbacker 360 - Gordon Smith GS-1 double cutaway - Fret-King Ventura 60SSH |

### Bộ khuếch đại
| - Fender Twin - Fender Hot Rod DeVille - Trace Elliot Speed Twin | - Blackstar Artisan 30 - Orange Amp head - Orange cabinet | - Marshall JCM 900 - Vox AC30 - Mesa\Boogie Lone star Special |

## Đĩa nhạc

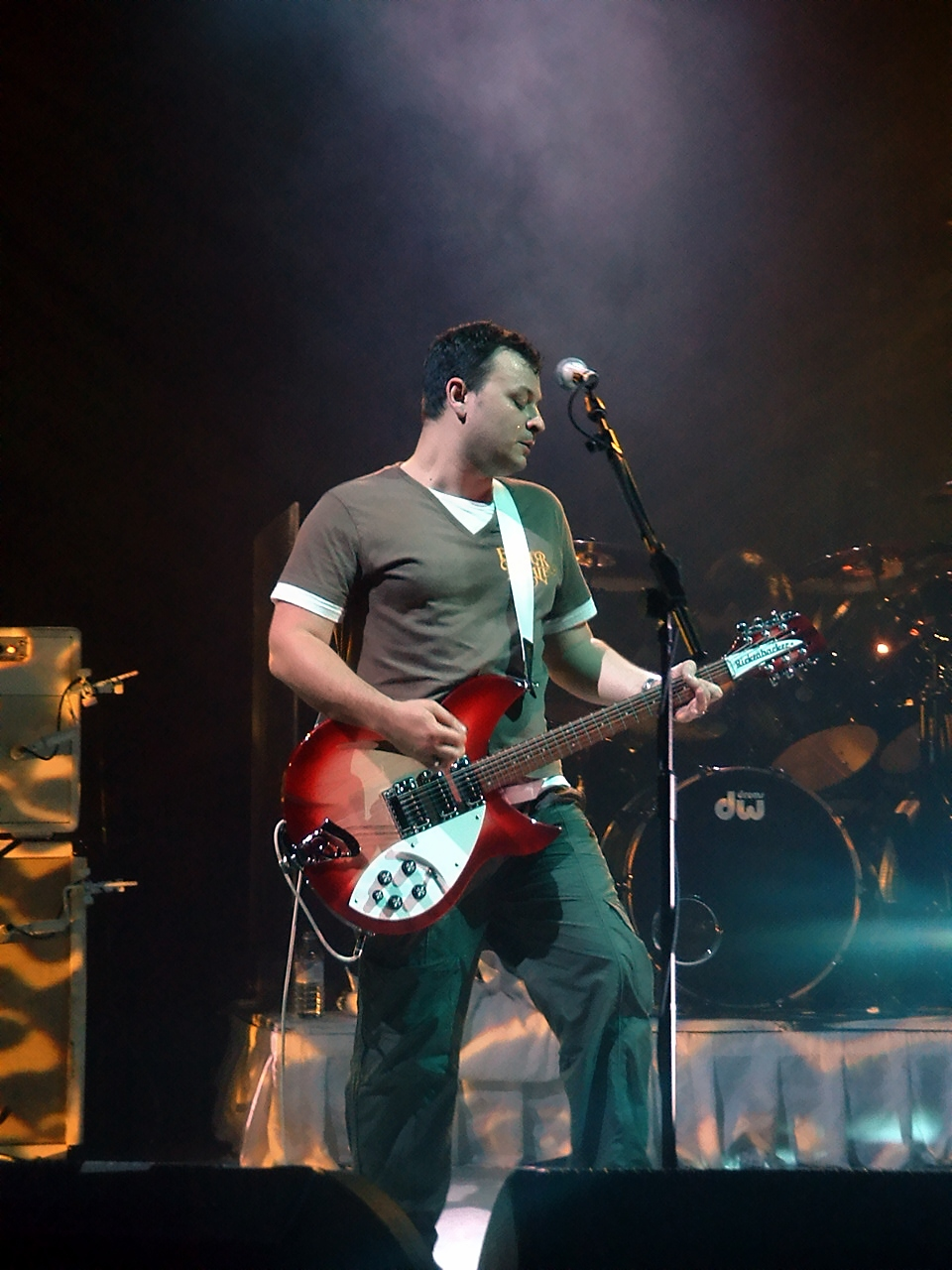
James Dean Bradfield trình diễn nhạc sống ở Luân Đôn vào năm 2005.

### Danh sách đĩa nhạc độc tấu

#### Album phòng thu
- The Great Western (24 tháng 7 năm 2006) – #22
- The Chamber: Original Motion Picture Soundtrack (10 tháng 3 năm 2017)

#### Đĩa đơn
- "That's No Way to Tell a Lie" (10 tháng 7 năm 2006) – #18
- "An English Gentleman" (25 tháng 12 năm 2006) – #31

#### Hợp tác
- "Lopez" (1996) với 808 State trong album Don Solaris
- "Inertia Creeps" (1998) với Massive Attack, đĩa đơn phối lại cho Inertia Creeps
- "I'm Left, You're Right, She's Gone" (1999) với Tom Jones trong album Reload
- "Commemoration And Amnesia" (1999) với Patrick Jones, 2 bài
- "Tongues for a Stammering Time" (2009) với Patrick Jones, 4 bài
- "Turn No More" (2017) với Public Service Broadcasting trong album của nhóm này Every Valley

### Danh sách đĩa nhạc sản xuất
- 1996: Northern Uproar – Northern Uproar (album phòng thu)
- 1997: Kylie Minogue – Impossible Princess (album phòng thu, đồng sản xuất 2 bài hát)
- 1999: Tom Jones – Reload (album phòng thu, đồng sản xuất 1 bài hát)
- 2004: Johnny Boy – "You Are The Generation That Bought More Shoes And You Get What You Deserve" (đĩa đơn)